# ثيس إف. راسموسن
ثيس إف. راسموسن (بالدنماركية: Theis F. Rasmussen)‏ هو لاعب كرة قدم دنماركي في مركز حراسة المرمى، ولد في 12 يوليو 1984 في الدنمارك في مملكة الدنمارك. شارك مع منتخب الدنمارك تحت 21 سنة لكرة القدم. أما مع النوادي، فقد لعب مع بولدكلوبن فرم ونادي فايله ونادي نوردشيلاند.